# Bosco di Dueville
Bosco di Dueville este o arie protejată (arie de protecție specială avifaunistică — SPA) din Italia întinsă pe o suprafață de 319 ha, integral pe uscat.

## Localizare
Centrul sitului Bosco di Dueville este situat la coordonatele 45°37′26″N 11°31′42″E / 45.6239°N 11.5282°E.

## Înființare
Situl Bosco di Dueville a fost declarat arie de protecție specială avifaunistică în august 2003 pentru a proteja 26 de specii de animale.

## Biodiversitate
Situată în ecoregiunea continentală, aria protejată conține 5 habitate naturale: Păduri aluvionare cu Alnus glutinosa și Fraxinus excelsior (Alno-Padion, Alnion incanae, Salicion albae), Pajiști cu Molinia pe soluri calcaroase, turboase sau argilos-nămoloase (Molinion caeruleae), Fânețe de joasă altitudine (Alopecurus pratensis, Sanguisorba officinalis), Cursuri de apă de la nivel de câmpie la nivel montan, cu vegetație Ranunculion fluitantis și Callitricho-Batrachion, Liziere de ierburi înalte hidrofile de câmpie și de nivel montan până la alpin.
La baza desemnării sitului se află mai multe specii protejate:
- păsări (20): pescăruș albastru (Alcedo atthis), ciuf-de-pădure (Asio otus), bătăuș (Calidris pugnax), erete de stuf (Circus aeruginosus), erete vânăt (Circus cyaneus), erete cenușiu (Circus pygargus), gușă vânătă (Cyanecula svecica), egretă mică (Egretta garzetta), șoim de iarnă (Falco columbarius), sfrâncioc roșiatic (Lanius collurio), gaia neagră (Milvus migrans), stârc de noapte (Nycticorax nycticorax), ciuf-pitic (Otus scops), vultur pescar (Pandion haliaetus), viespar (Pernis apivorus), ploier auriu (Pluvialis apricaria), cristei de baltă (Rallus aquaticus), sitar de pădure (Scolopax rusticola), fluierar de mlaștină (Tringa glareola), strigă (Tyto alba)
- amfibieni (1): Rana latastei
- pești (5): Barbus plebejus, Cobitis bilineata, zglăvoacă (Cottus gobio), Protochondrostoma genei, Telestes muticellus

Pe lângă speciile protejate, pe teritoriul sitului au mai fost identificate 14 specii de plante, 61 de specii de păsări, 3 specii de amfibieni, 3 specii de pești, 5 specii de reptile.